# Meta simlaensis
Meta simlaensis là một loài nhện trong họ Tetragnathidae.
Loài này thuộc chi Meta. Meta simlaensis được miêu tả năm 1982 bởi Tikader.